# 造父增四
仙王座12（造父增四），又名BD+60 2294，HD 207528、SAO 19642、HR 8339，是仙王座的一颗恒星，视星等为5.52，位于銀經102.22，銀緯5.45，其B1900.0坐标为赤經21h 44m 28.2s，赤緯+60° 5.45′ 43″。